# Глобус Ріот

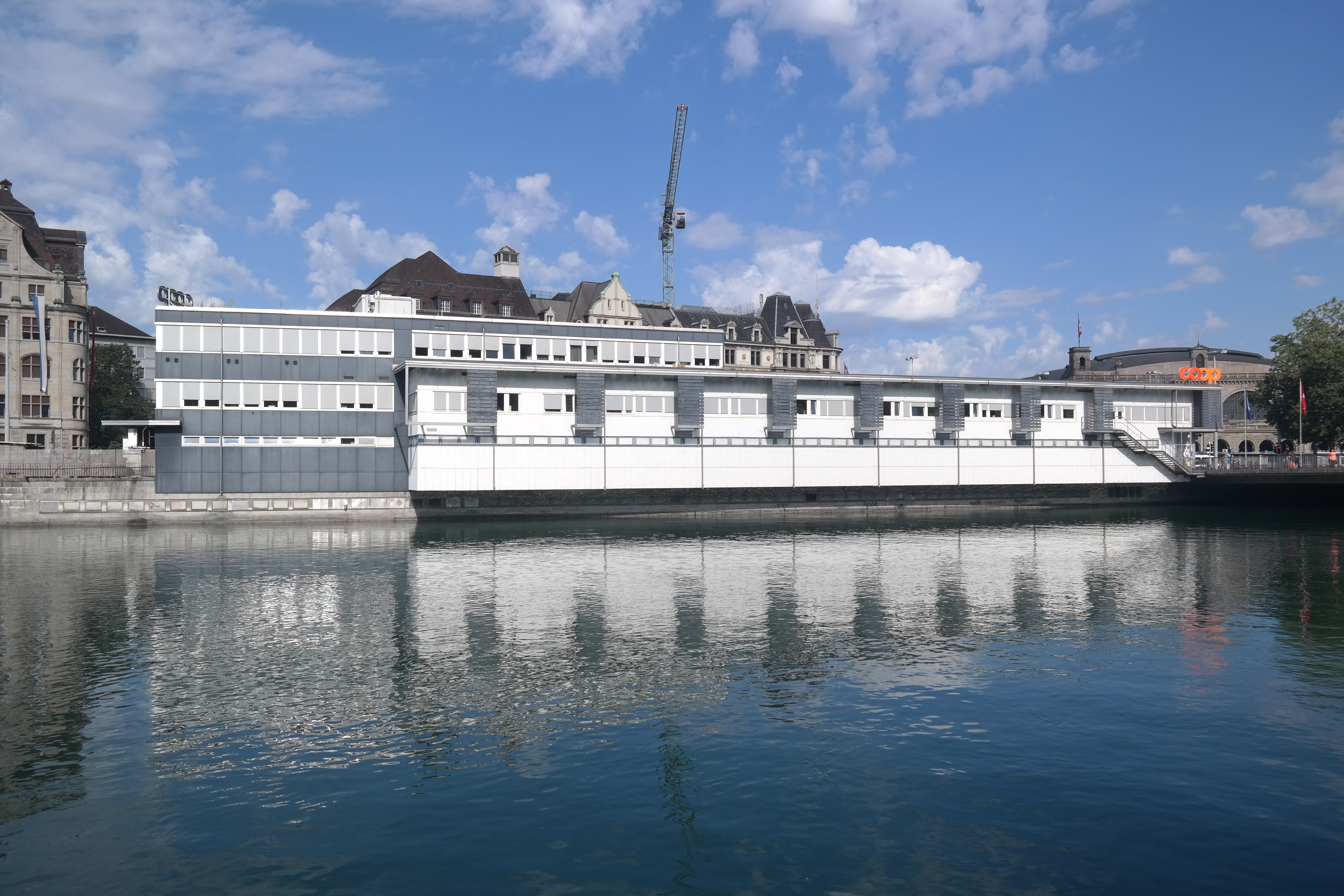
Колишня тимчасова споруда магазинів Globus, яку мали перетворити на незалежний молодіжний центр.

Заворушення у Глобусі (німецькою Globuskrawall) — це жорстокі сутички між молоддю та поліцією, що відбулися у Цюриху 29 червня 1968 року. Протестувальники вимагали від міської влади надати їм занедбаний склад Globus на острові Папірверд для створення незалежного молодіжного центру. Ці події слід розглядати у контексті глобальних молодіжних протестів 1968 року.

## Передумови конфлікту
Протести у Цюриху не були поодиноким явищем. До цього часу вже відбувалися жорстокі сутички між молоддю та поліцією, зокрема, після концертів Rolling Stones (14 квітня 1967) та Джимі Гендрікса (31 травня 1968) на стадіоні «Галленштадіон». Поліція тоді застосовувала кийки, що викликало широку критику в пресі. Сам Гендрікс назвав дії поліції «найжорстокішими», які він коли-небудь бачив після концерту.
Безпосередньою причиною заворушень стало те, що 27 червня 1968 року міська влада відмовила молоді в наданні будівлі Globus для проведення установчих зборів «комітету дій щодо створення молодіжного центру». У відповідь на це на суботу, 29 червня, була запланована протестна демонстрація.

## Перебіг подій
29 червня 1968,
19:00: Близько 2000 осіб зібралися перед складом Globus. Поліція через гучномовець вимагала звільнити вулицю. Організатори закликали людей перейти на площу Бельвю, щоб «символічно побудувати будинок для пенсіонерів для молоді».
19:15: Оскільки частина протестувальників залишилася на місці, поліція застосувала водомети. Натовп відреагував, кидаючи каміння та пляшки, після чого поліція втрутилася з використанням кийків.
Пік сутичок: Заворушення тривали до ранку 30 червня, охопивши площі Пласа-де-ла-Гар, Пон-де-ла-Гар та Бельвю. Кілька десятків людей, як поліцейських, так і демонстрантів, отримали поранення. Заарештованих помістили в підвал депо «Глобус», де, за словами начальника поліції, з ними жорстоко поводилися через «гнів, що накопичився в поліції».

## Реакція суспільства та наслідки
Реакція швейцарської преси та політиків була неоднозначною. Буржуазна преса підтримала дії поліції, тоді як ліва преса та газета Blick критикували її жорстокість. У муніципальному парламенті Цюриха різні партії також розділилися в думках: Радикальна партія, ШВП та Християнсько-соціальна партія підтримують дії поліції, Соціалістична партія їх критикує, а Швейцарська лейбористська партія вважає, що саме вони спровокували насильство.
Розслідування: Розслідування інцидентів у підвалі будівлі Globus призвело до того, що 30 протестувальників та один поліцейський постали перед судом. Більшість з них отримали умовні терміни. 30 поліцейських отримали догани та штрафи.
Цюрихський маніфест: Низка громадських діячів, включаючи письменника Макса Фріша, підписали Цюрихський маніфест. Вони виступили проти одностороннього тлумачення заворушень і закликали владу визнати свою відповідальність за ігнорування потреб молоді та створити автономний молодіжний культурний центр.
Заворушення у Глобусі стали переломним моментом для швейцарської громадської думки. Вони ознаменували початок політичних та соціальних потрясінь у Цюриху та всій Швейцарії. Хоча місто відреагувало, відкривши 30 жовтня 1970 року молодіжний центр у бункері Лінденхоф, його закрили лише через 68 днів. Дискусія про створення молодіжного центру знову спалахнула з новою силою під час Оперних заворушень у 1980 році.